# Religião na Polônia
Religião na Polônia em 2015

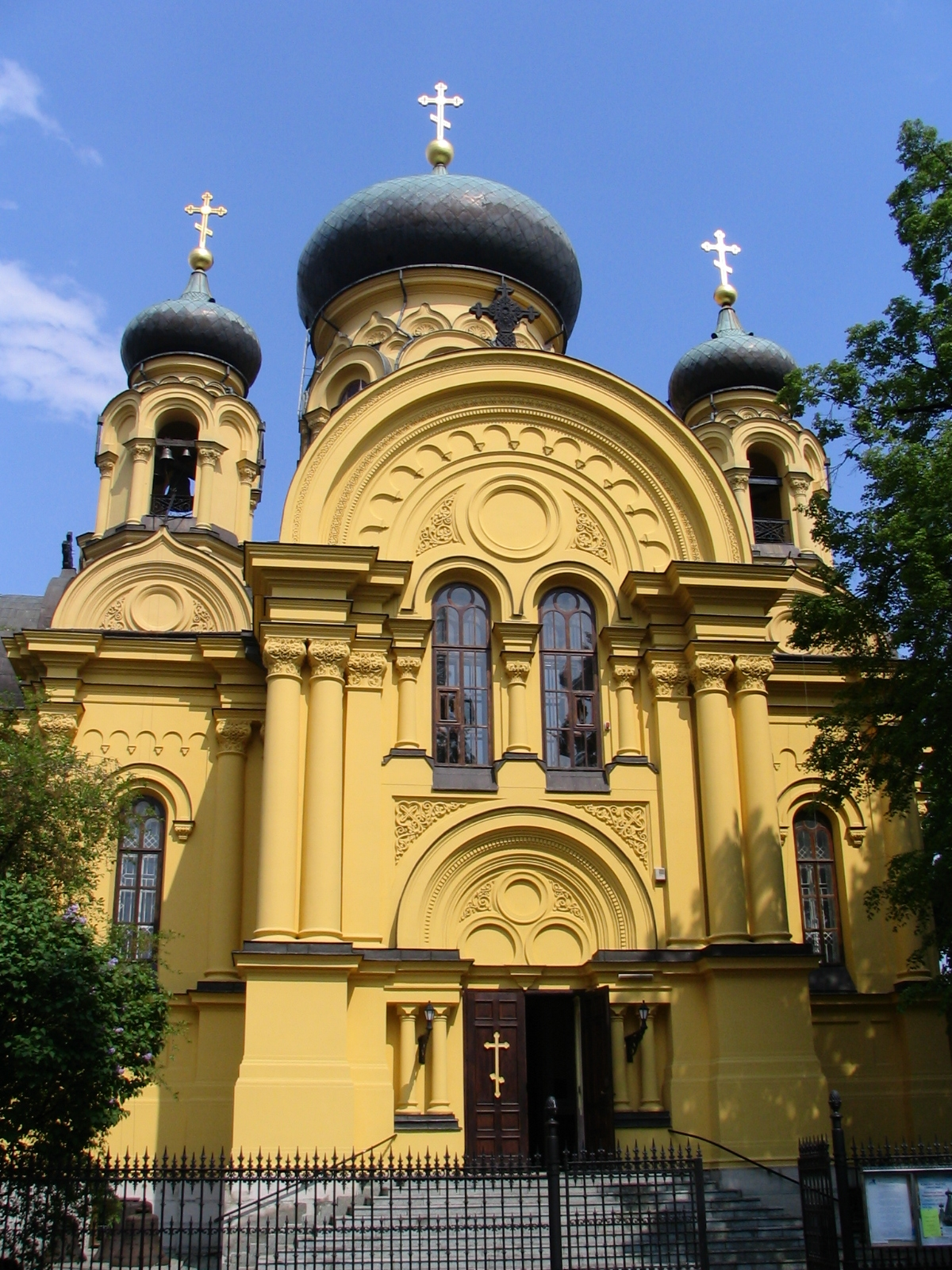
Catedral Metropolitana da Igreja Ortodoxa em Varsóvia.

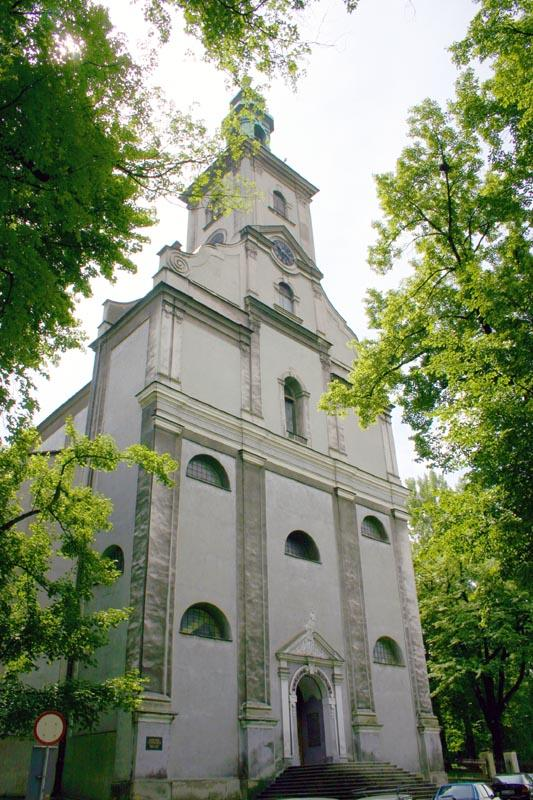
Igreja Luterana em Cieszyn.

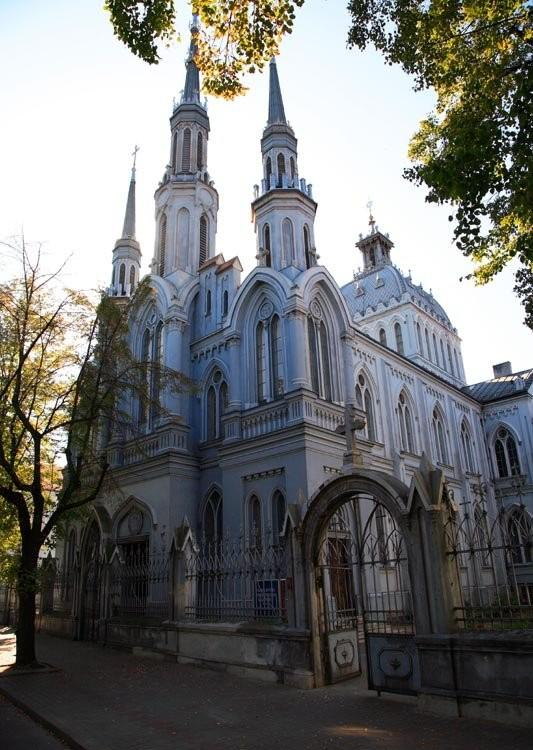
Igreja Vétero-Católica Mariavita em Płock.

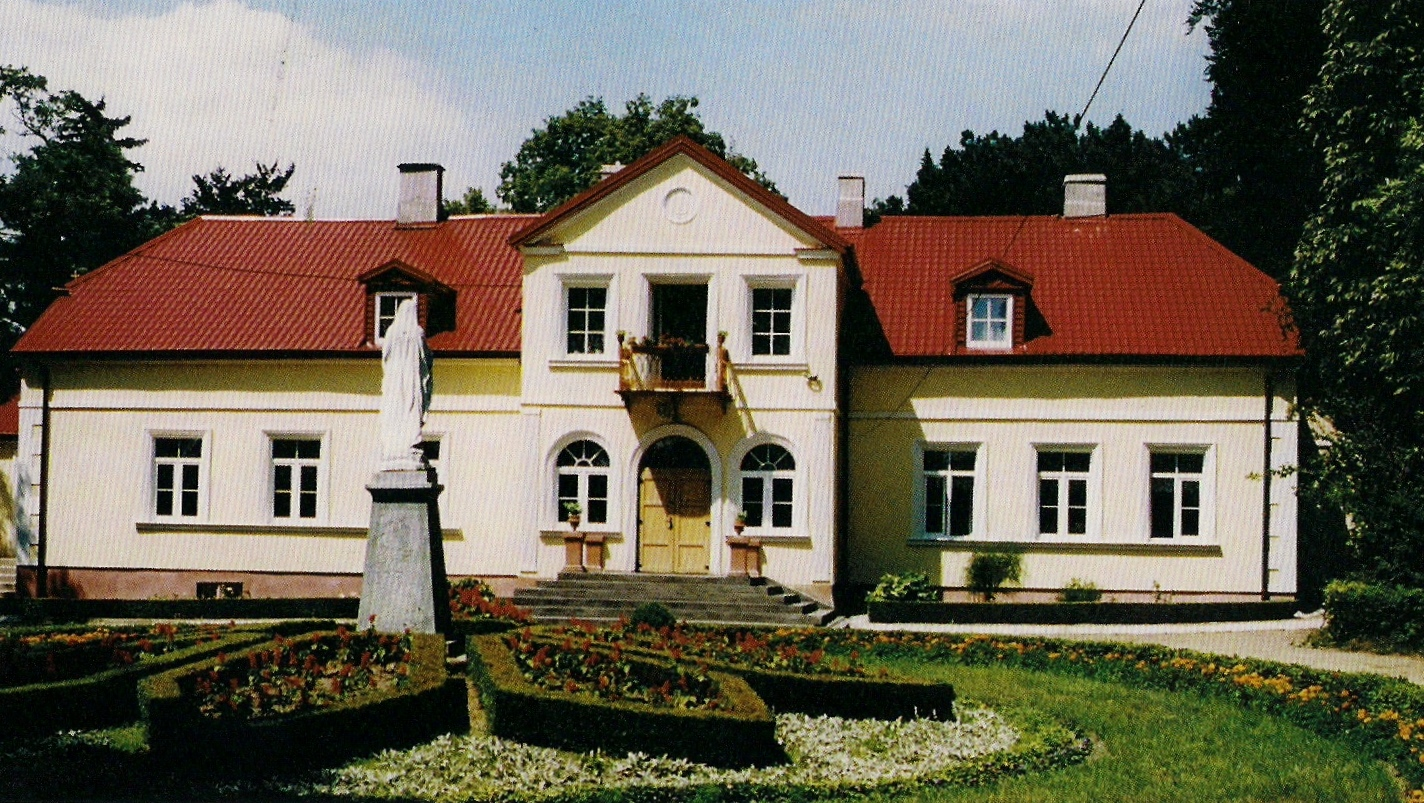
Igreja Católica Mariavita em Felicjanów.

A maioria dos poloneses adere à fé cristã, havendo em 2011 cerca de 86,7% pertencentes à Igreja Católica Romana (de acordo com as estatísticas oficiais do Estado para 2011). O Catolicismo desempenha um papel importante na vida de muitos poloneses e a Igreja Católica Romana tem imenso prestígio social e influência política. A Igreja é amplamente respeitada por ambos de seus membros e não membros, que o veem como um símbolo do patrimônio e cultura da Polônia. O resto da população é constituída principalmente dos da Igreja Ortodoxa (504 150) e de vários protestantes (cerca de 140 000, com 61 738 na grande Igreja Evangélica-Augsburgo da Polônia) com minorias de religiosos.
De acordo com a mais recente pesquisa do barômetro de 2005;
- 80% dos cidadãos poloneses responderam que "eles acreditam que existe um Deus" (que foi o resultado mais alto em um quinto na União Europeia).
- 15% responderam que "acreditam que existe algum tipo de espírito ou força vital".
- 3% Responderam que "não sabe".
- 2%responderam que "não acreditam que haja qualquer tipo de espírito, Deus ou força vital".

Segundo a mais recente opinião da pesquisa do CBOS publicada em outono de 2008;
- 94% dos poloneses afirmam "eles acreditam em Deus",
- 6% afirmam que "não acreditam em Deus ou não sabem",
- 52% dos crentes alegam "eles assistem à missa, encontros religiosos, etc pelo menos uma vez por semana",
- Enquanto 17% o fazem "uma ou duas vezes por mês",
- 18% O fazem "algumas vezes por ano",
- E 13'% "nunca fazem isso".

Nos séculos XVI e XVII, a Polônia ficou famosa por sua única tolerância religiosa (ver Confederação de Varsóvia).

## A Constituição e a religião polonesa
De acordo com a Constituição da Polônia, a liberdade de religião é assegurada a todos. Isso também permite às minorias étnicas e nacionais terem o direito de estabelecer instituições educativas e culturais, instituições destinadas a proteger a identidade religiosa, bem como a participar da resolução de questões relacionadas com a identidade cultural.
As organizações religiosas da República da Polônia podem registrar sua instituição no Ministério do Interior e da Administração criando um registro de igrejas e outras organizações religiosas que atuam sob distintas leis polonesas. No entanto este registro não é necessário, porém, é benéfico quando se trata de servir as leis de liberdade de prática religiosa.

## Principais denominações na Polônia[2]
| Denominação                                                                                         | Membros                  | Liderança |
| --------------------------------------------------------------------------------------------------- | ------------------------ | --- |
| Igreja Católica na Polônia • Igreja Católica Romana • Greco-Católica Ucraniana • Orientais • Armena | 33,399,328               | • Józef Glemp, Primaz da Polônia • Józef Michalik, Presidente do Episcopado Polonês • Józef Kowalczyk, Nuncio apostólico da Polônia • Jan Martyniuk, Arcebispo Metropolita do rito ucraniano-bizantino |
| |                          | |
| Igreja Ortodoxa Polonesa                                                                            | 504,150                  | Metropolita de Warsaw Sawa |
| |                          | |
| Testemunhas de Jeová da Polônia                                                                     | 129,270                  | Warszawska 14, Nadarzyn |
| |                          | |
| Igreja Evangélica-Augsburgo da Polônia                                                              | 61,738                   | Bispo e padre Janusz Jagucki |
| |                          | |
| Antiga Igreja Católica Maravita na Polônia                                                          | 23,436                   | Chefe do bispo e padre Zdzisław Maria Włodzimierz Jaworski |
| |                          | |
| Igreja Pentecostal da Polônia                                                                       | 22,429                   | Bispo e padre Marek Kamiński |
| |                          | |
| Igreja Católica Polonesa                                                                            | 20,402                   | Bispo Wiktor Wysoczański |
| |                          | |
| Igreja Adventista do Sétimo Dia na Polônia                                                          | 9,654                    | Pe. Paweł Lazar, Presidente da Igreja |
| |                          | |
| Igreja Batista da Polônia • União Batista na Polônia                                                | 4,864                    | Presidente da Igreja: Gustaw Cieślar |
| |                          | |
| União Islâmica da Polônia                                                                           | 1,132                    | Presidente da Suprema Faculdade Muçulmana Stefan Korycki |
| |                          | |
| Igreja Evangélica Metodista na Polônia                                                              | 4,352                    | Padre e bispo Edward Puślecki |
| |                          | |
| Igreja Evangélica Reformada da Polônia                                                              | 3,488                    | |
| |                          | |
| Igreja Marievita da Polônia                                                                         | 1,980                    | Bispo Maria Beatrycze Szulgowicz |
| |                          | |
| União Confissional das Communidades Judaicas na Polônia                                             | 1,222[carece de fontes?] | • Presidente do Conselho Geral Piotr Kadlcik • Chefe Rabino da Polônia Michael Schudrich |

Ainda existem outras religiões com pequenos números de membros na Polônia